# Kali Rungkut
Kali Rungkut is een bestuurslaag in het regentschap Soerabaja van de provincie Oost-Java, Indonesië. Kali Rungkut telt 30.693 inwoners (volkstelling 2010).